# Fōtīs Koutzavasilīs
Fōtīs Koutzavasilīs (in greco Φώτης Κουτζαβασίλης?; Serres, 11 marzo 1989) è un calciatore greco, portiere svincolato.

## Carriera

### Club
Il 2 agosto 2013 viene acquistato dalla squadra greca del Kerkyra.